# Kokkosaari (ö i Norra Savolax, Kuopio, lat 62,82, long 27,93)
Kokkosaari är en ö i Finland. Den ligger i sjön Kallavesi och i kommunen Kuopio i den ekonomiska regionen  Kuopio ekonomiska region  och landskapet Norra Savolax, i den centrala delen av landet, 300 km nordost om huvudstaden Helsingfors. Öns area är 1 hektar och dess största längd är 180 meter i öst-västlig riktning.